# Jimena Alonso
Jimena Alonso   (Sant Sebastià, 1937 - Madrid, 18 de setembre de 2021) fou una activista i pensadora feminista, i professora d'àrab a la Universitat Complutense de Madrid. Fou també una de les fundadores de la Librería de Mujeres de Madrid, de la qual fou encarregada des de la seva obertura el 1978 fins al 1981.
En un article autobiogràfic, Alonso diu que nasqué a Donòstia l'agost de 1937, quan la seva mare i el seu pare hi eren de pas, camí de França. El viatge quedà interromput quan el pare fou detingut sota l'acusació d'haver organitzat el Partit Comunista de Valladolid —acusació que segons Jimena Alonso era falsa.
Milità al Frente de Liberación de la Mujer (FLM) i el 1977 fundà juntament amb Fini Rubio la col·lecció de llibres Tribuna Feminista, la primera col·lecció dedicada a l'assaig feminista a Espanya, a l'editorial Debate.
Durant les dècades de 1970 i 1980 publicà amb Tribuna Feminista les principals veus del pensament feminista del moment com Isadora Duncan, Vera Figner o Susan Sontag, a més de traduir i publicar obres clàssiques de Mary Wollstonecraft, Anaïs Nin o Rosa Luxemburg.
En els seus anys de militància, defensà també posicions entorn de la defensa de l'autodeterminació d'Euskadi, compromís que li costà una acusació de suposada pertinença a banda armada i entrar a presó el 1983 amb una condemna de set anys. La seva filla Alda també fou detinguda.
Alonso presidí l'Asociación de Mujeres Universitarias.